# Petr IV. z Rožmberka
Petr IV. z Rožmberka (17. ledna 1462 – 9. října 1523) byl český šlechtic z rožmberského rodu, syn Jana II. z Rožmberka a nejvyšší hejtman Českého království.

## Život
Studoval na univerzitě v italské Bologni, kde se seznámil s humanismem a renesancí, kterou později uplatňoval na stavbách v Českém Krumlově, včetně přestavby krumlovského hradu.
V roce 1483 se oženil s Alžbětou (uváděnou též jako Eliška) z Kravař, vdovou po Pertoldu mladším z Lipé a na Moravském Krumlově a nejmladší dcerou Jiřího z Kravař a Strážnice. Jednalo se o konfesně smíšený sňatek – Alžběta byla utrakvistka, zatímco Petr katolík. Navíc nevěsta byla o více než 10 let starší než ženich. Na sjednání sňatku se podílel Vilém II. z Pernštejna, který na základě sjednaných dohod vykonával poručnictví nad Alžbětinými dětmi z prvního manželství, Barborou a Pertoldem. K uzavření sňatku byl potřeba dispens papeže Sixta IV, kterým jim prominul spříznění ve čtvrtém stupni. Manželé uzavřeli smlouvu, která Alžbětě zaručovala její víru a Petrův závazek, že ji do stanovené doby ponechá ve vdovském stavu a pro případ své smrti přislíbil manželce 6000 zlatých. Alžběta do manželství přinesla panství Strážnici a Bzenec, na němž měla pojištěno 3000 zlatých věna. Roku 1486 dali strážnické panství do zástavy Janu z Žerotína a z Fulneku.
V roce 1493 po svém bratru Vokovi II., který odstoupil ze zdravotních důvodů a uchýlil se do Třeboně, převzal vladařství domu rožmberského. Vladislavem Jagelonským byl roku 1497 jmenován nejvyšším hejtmanem Českého království. Po dvou letech se však úřadu vzdal kvůli vzrůstajícímu napětí mezi českou šlechtou a králem sídlícím v Budíně, který odpovědnost za české země přenesl na hejtmana, ale udělil mu jen omezené pravomoci. Neměl zájem ani o jiné zemské úřady, čímž umožnil posílení politického vlivu Pernštejnům, svým bohatstvím dohánějícím Rožmberky, a především Zdeňku Lvu z Rožmitálu, který se jako nejvyšší purkrabí stal na několik let skutečným vládcem v zemi za stále nepřítomného krále. Petr IV. se zaměřil na hospodářský růst svého panství – zasloužil se o rozvoj rybníkářství. V jeho službách stál vynikající rybníkář Josef Štěpánek Netolický. Za jeho vlády se rozrostla těžba stříbra a zlata a došlo k celkovému hospodářskému rozkvětu rožmberského panství. Vydal také v roce 1515 pro svůj rudný revír první báňský řád v Čechách.
Po smrti své ženy Alžběty z Kravař († 1. května 1500) a dcery Barbory trpěl duševní chorobou. Právě kvůli svému zdravotnímu stavu se později často dostával do střetů se syny svého bratra Voka II., který zemřel v Třeboni 1. září 1505. V roce 1519 Petr IV. předal svým synovcům pouze východní část dominia s ústředím v Třeboni a ponechal si jeho větší západní část s centrem v Českém Krumlově. Poslední dva roky svého života již byl trvale připoután na lůžko a patrně v té době jej Zdeněk Lev z Rožmitálu přiměl ke změně závěti. Petr IV. majetek odkázal katolické církvi a představitelům katolické šlechty Zdeňkovi Lvu z Rožmitálu, Janovi a Kryštofovi ze Švamberka, Janu Holickému ze Šternberka a Hanušovi z Hardeka. Podle některých pramenů tak chtěl smýt kletbu, která ležela na jeho rodu díky konfiskacím církevního majetku Oldřichem II. z Rožmberka. Závětí ohrozil existenci rožmberského panství. Jeho synovcům Joštovi III., Petrovi V. a Jindřichovi VII. se však díky přímluvě mocného příbuzného Adama I. z Hradce u císaře Ferdinanda I. podařilo závěť zrušit. Jako odškodné však museli zaplatit poškozeným katolickým šlechticům částku ve výši 126 000 zlatých. Padl na to celý rožmberský poklad i několikaleté výnosy z dolů a celého panství.